# زن‌فروشی

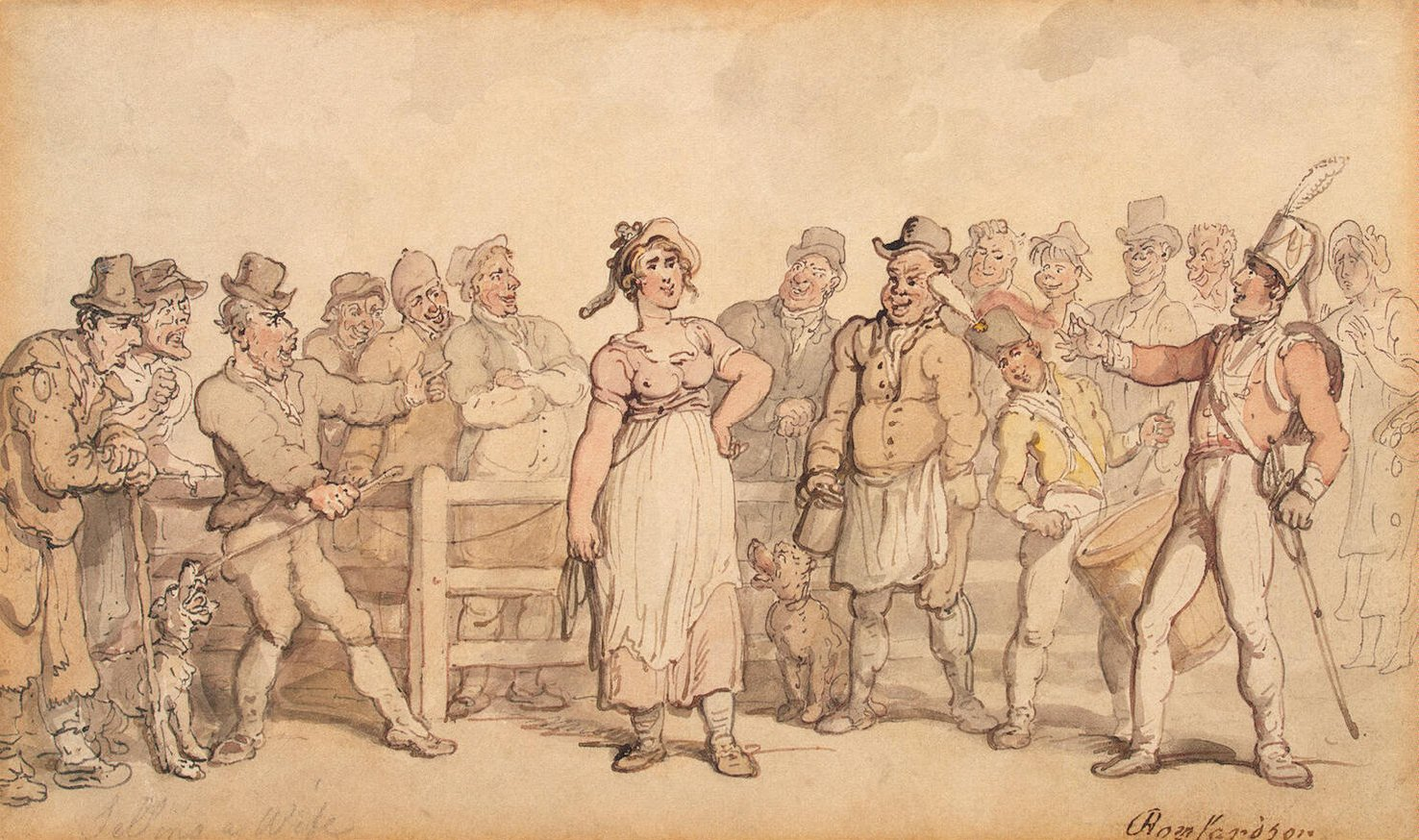
تابلوی فروش یک زن، اثر توماس رولاندسون

زن فروشی بدلیل طولانی بودن و پرهزینه بودن پروسه دادگاههای اجباری طلاق یکی از روش‌های ساده کردن و پایان دادن به ازدواج ناموفق در میان طبقه فقیر و تنگدست انگلستان بود. در زمانی که این سنت رایج بود، طلاق گرفتن عمومی نبوده و بیش‌تر برای طبقهٔ ثروتمند جامعه بود. برای فروش زن، شوهر به دور گردن یا دست زنش طنابی پیچیده و او را مانند یک اسب در معرض نمایش می‌گذاشت و به شکل عمومی به بالاترین قیمت پیشنهادی به فروش می‌رساند. بااین‌حال خریدار معمولاً از قبل مشخص شده بود و این مزایده نوعی آیینی نمادین برای رسمیت بخشیدن به عمل طلاق به‌شمار می‌رفت.
بااین‌که ابتکار عمل در دست شوهر بود، بدون رضایت زن به فروخته شدن، معامله باطل می‌شد. در گزارشی از منچستر در ۱۸۲۴، زن پس از انجام معامله خریدار را نپسندید و دوباره به فروش گذاشته شد. در بیشتر موارد زن‌ها قبل از زمان فروش هم با خریدار زندگی می‌کرده‌اند و نه با شوهرشان.
زن فروشی تا اوایل قرن بیستم در انگلستان ادامه داشت. بر اساس نوشته‌های جیمز بریس، تاریخ‌دان انگلیسی، که در سال ۱۹۰۱ آن‌ها را نوشت، در زمان وی نیز زن‌فروشی گهگاه دیده می‌شد. بر طبق یکی از گزارش‌های ثبت شده، زنی در دادگاه (در سال ۱۹۱۳) مدعی شده بود که شوهرش وی را به قیمت یک پوند استرلینگ به یکی از همکارانش فروخته‌است.

## پس‌زمینه
ریشه زن فروشی در انگلیس به اواخر قرن هفدهم برمی‌گردد. اگرچه که پیش‌تر از این نیز گزارشی در این خصوص در سال ۱۳۰۲ میلادی منتشر شده‌است. این پدیده در نیمهٔ دوم قرن هجدهم و با گسترش روزنامه‌ها عمومیت بیشتری پیدا کرد و گزارش‌های بیشتری در موردش به چاپ رسید.

### ازدواج
تا پیش از ارائهٔ قانون ازدواج در سال ۱۷۵۳، برگزاری مراسم عروسی یک الزام قانونی نبوده و بیشتر ازدواج‌ها بدون ثبت بودند. تنها شرط ازدواج برای زوجی که به سن ازدواج رسیده بودند - دختران ۱۲ سال و پسران ۱۴ سال - این بود که هر دو می‌بایست موافق ازدواج باشند. بعد از ازدواج نیز زن کاملاً تحت امر شوهرش قرار می‌گرفت.